# Halbtot – Half Past Dead
Halbtot – Half Past Dead (Originaltitel: Half Past Dead) ist ein US-amerikanischer Actionfilm mit deutscher Koproduktion, in dem neben Steven Seagal und Rapper Ja Rule auch bekannte deutsche Schauspieler wie Hannes Jaenicke und Alexandra Kamp mitspielen.

## Handlung
Bei einer Schießerei zwischen Mafia und FBI wird Sascha Petrosevitch (Steven Seagal) scheinbar getötet. Das FBI nutzt die Chance, den für Autodiebstähle bekannten Petrosevitch als Undercover-Agent verdeckt nach „New Alcatraz“, dem neuen Gefängnis auf Alcatraz, zu Nick Frazier (Ja Rule) einzuschleusen. Zur selben Zeit soll nach langjähriger Haft der geläuterte Gangster Lester McKenna hingerichtet werden, der das Versteck des von ihm geraubten Goldes im Wert von 200 Millionen Dollar bisher nicht preisgegeben hat. Das Gefängnis wird von Terroristen eingenommen, angeführt von dem ehemaligen Vollzugsbeamten Donald Robert Johnson, die das Geheimnis lüften und das Geld einsacken wollen. Nachdem jedoch ihr für die Flucht vorgesehener Helikopter abstürzt, bekommen sie auch noch Probleme mit Petrosevitch und Frazier, die nach anfänglichen Streitigkeiten gemeinsam gegen die Terroristen kämpfen. Sie können die als Geisel genommene Richterin Jane McPherson retten und die Terroristen ausschalten. Am Ende verrät McKenna Petrosevitch, wo sich das Geld befindet, bevor er sich mit dem fliehenden Johnson in einem Hubschrauber in die Luft sprengt.

## Hintergrund
- Der Film wurde größtenteils in Deutschland gedreht. Die Innenaufnahmen stammen aus der ehemaligen Untersuchungshaftanstalt II in Berlin, die Langemarckhalle des Berliner Glockenturmes stellte die Kulisse für die Szenen vor dem Gefängnis dar.
- Das Drehbuch wurde bereits zehn Jahre vor der Verfilmung geschrieben. Der Film sollte damals noch The Rock heißen, als dieser Titel jedoch für den 1996 gedrehten Film The Rock – Fels der Entscheidung von Michael Bay benutzt wurde, wartete man zehn Jahre, um Halbtot zu verfilmen.
- Einige örtliche Aufnahmen, die bei The Rock geschnitten und dort nicht verwendet wurden, nutzte man für diesen Film.
- Das Filmmaterial der Aufnahme der Fallschirmspringer, die aus dem Flugzeug springen, stammt aus dem Film Navy SEALs, der 1990 erschien.
- 2007 wurde der Film Halb tot 2 – Das Recht des Stärkeren produziert. Der Film wurde direkt auf DVD bzw. Video veröffentlicht.

## Deutsche Synchronfassung
Die deutsche Synchronbearbeitung entstand bei Hermes Synchron in Potsdam. Das Dialogbuch verfasste Andreas Pollak, der zugleich Synchronregie führte.
| Darsteller           | Deutscher Sprecher       | Rolle                       |
| -------------------- | ------------------------ | --------------------------- |
| Steven Seagal        | Thomas Wolff             | Sascha Petrosevitch         |
| Morris Chestnut      | Charles Rettinghaus      | Donny/49er One              |
| Claudia Christian    | Martina Treger           | E.Z. Williams               |
| Nia Peeples          | Claudia Urbschat-Mingues | 49er Six                    |
| Hannes Jaenicke      | Hannes Jaenicke          | Agent Hartmann              |
| Jed Sutton           | Andreas Müller           | Air 49er                    |
| Michael McGrady      | Engelbert von Nordhausen | Bad Ass Guard               |
| Kurupt               | Stefan Krause            | Bernard „Twitch“ Washington |
| Alexandra Kamp       | Alexandra Kamp           | CNN-Reporterin              |
| Tony Plana           | Torsten Michaelis        | El Fuego                    |
| Ross King            | Matthias Klages          | FBI-Agent                   |
| Stephen J. Cannell   | Frank Glaubrecht         | Hubbard                     |
| Bruce Weitz          | Ernst Meincke            | Lester                      |
| Michael 'Bear' Talif | Tobias Meister           | Little Joe                  |
| Ja Rule              | Asad Schwarz             | Nick Frazier                |
| Linda Thorson        | Karin Buchholz           | Richterin Jane McPherson    |
| Richard Bremmer      | K. Dieter Klebsch        | Sonny Eckvall               |
| Yasmina Filali       | Yasmina Filali           | Sophia                      |
| Don Michael Paul     | Andreas Hosang           | SWAT-Captain                |
| Mo’Nique             | Almut Zydra              | Twitchs Mädchen             |

## Kritiken
Der Film erhielt größtenteils vernichtende Kritiken und fand auch beim Kinopublikum kaum Beachtung.
- Rhein-Zeitung, 13. Juni 2003, Alexandra Pilz: „Eiskalte Killer, kampfbereite Verbrecher und mittendrin ein wie so oft gelassener, überlegener Darsteller Steven Seagal – im Grunde nichts wirklich Neues, was Regisseur Don Michael Paul in seinem Spielfilmdebüt auf die Leinwand bringt. Einzig die Ausarbeitung der sensiblen Seite seines Protagonisten gibt Halbtot eine Genre-untypische Note. Ansonsten liegt Paul im soliden Actiontrend.“

- film-dienst, 12/2003: „Steven Seagal agiert einmal mehr als alternder Actionheld in einem Film, der Themen wie Liebe, Tod und Sühne auf Nullniveau abhakt.“

## Auszeichnungen
Der Film war für drei sehr unterschiedliche Auszeichnungen nominiert, gewann aber keine von ihnen:
- Nominierung als Schlechtester Schauspieler (Worst Actor) für Steven Seagal bei den Goldene Himbeeren.
- Zwei Nominierungen bei den Taurus Awards 2003:
  - Kategorie Best Fight – Bester Kampf für Le Vinh Quang, Mike Möller und Andy Wong,
  - Kategorie Best High Work – Bester Stunt in der Höhe für Michael Bornhütter und Sven-Thorsten Glewe. Ein Wächter fällt von einer Gefängnismauer, wobei der Sturz des Stuntmans in einem Stück gezeigt wurde.